# Bijatyka (gry komputerowe)

Przykładowy ekran bijatyki

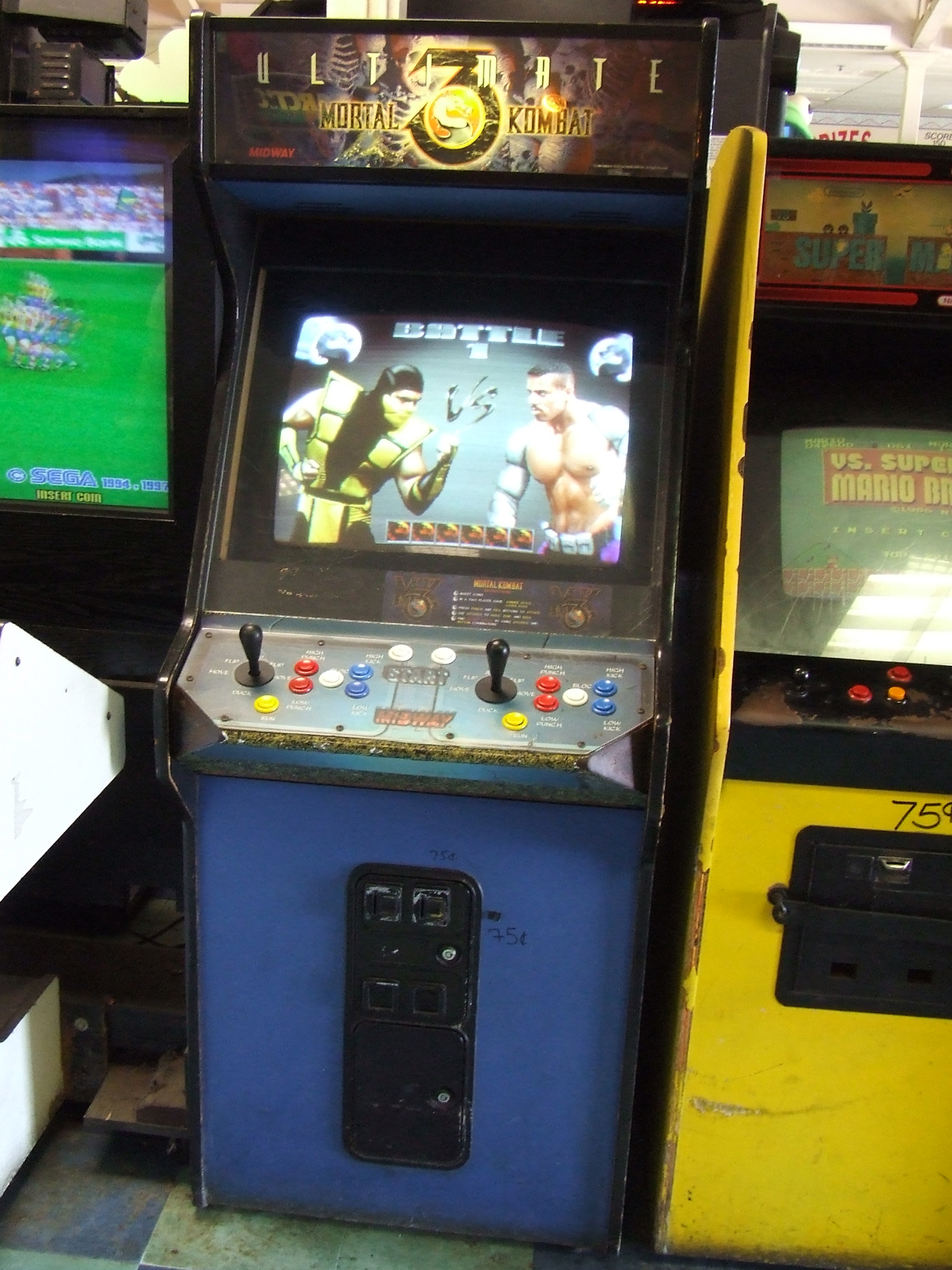
Automat z bijatyką

Bijatyka (ang. fighting game) – gatunek gier komputerowych, których treścią jest prowadzenie walk między postaciami kierowanymi przez komputer bądź człowieka. W zależności od gry postać gracza ma możliwość walki z użyciem ciosów, kopnięć i chwytów, jak również używania broni białej lub magicznych umiejętności.
W większości tego typu gier, dwie postacie są ustawione przodem do siebie i walczą aż do uzyskania przez jednego z nich zera punktów zdrowia bohatera, jednak w zależności od gry te warunki mogą być różne (np. wyrzucenie przeciwnika z ringu).
Do podgatunku bijatyk należą gry typu beat ’em up, w których zawodnik porusza się po otwartym poziomie i ma za zadanie pokonanie wielu przeciwników.
Do najpopularniejszych gier tego typu należą te z serii Mortal Kombat, Street Fighter czy Tekken. Z historycznie pierwszych tytułów warto wspomnieć np. o International Karate i International Karate +, w których występuje mniej magii, a nacisk jest położony głównie na sport.